# Cuarnens
Cuarnens é uma comuna do cantão de Vaud, na Suíça, localizado no distrito de Morges.